# 천줘쉬안
천줘쉬안(중국어 간체자: 陈卓璇, 정체자: 陳卓璇, 병음: Chén Zhuóxuán, 한자음: 진탁선, 영어: Krystal Chen, 1997년 8월 13일 ~ )은 중국의 가수이자 무용가, 배우로, 중국의 걸 그룹 경당소녀 303의 일원이다. 소속사는 TH 엔터테인먼트이다. 팬덤명은 「사이클론」 (旋风)이며, 상징색은 「오광십 화이트」 (五光十色的白)이다.    

## 내력
2020년 5월 2일, 동영상 사이트 플랫폼 텐센트 비디오에서 주최한 걸 그룹 결성 프로젝트 서바이벌 프로그램 《창조영 2020》에 참가하였다. 7월 4일, 최종 순위 발표식에서 '제4위'를 차지하여, 프로젝트 걸 그룹 경당소녀 303의 일원이 되었다.